# Красин, Леонид Борисович
Леони́д Бори́сович Кра́син (использовал также псевдонимы и клички Никитич, Лошадь, Юхансон, Винтер; 15 [27] июля 1870, Курган, Тобольская губерния — 24 ноября 1926, Лондон) — российский революционер и инженер, участник социал-демократического движения в России с 1890 года, член ЦК РСДРП в 1903—1907 годах. Руководитель Боевой группы при ЦК РСДРП, член ЦК ВКП(б) в 1924—1926 годах, член Совета обороны; советский государственный и партийный деятель. Член ЦИК СССР 1—3-го созывов.

## Биография

### Детство и юность
Родился 15 (27) июля 1870 года в семье полицейского надзирателя в городе Кургане Курганского округа Тобольской губернии Западно-Сибирского генерал-губернаторства, ныне город — административный центр Курганской области. 19 (31) июля 1870 года крещён священником о. Василием (Гвоздицким) в Троицкой церкви.
20 октября (1 ноября)  1870 года коллежский регистратор Борис Иванович Красин был назначен следственным приставом Тюменского окружного полицейского управления, затем 10 (22) февраля 1871 года года — земским заседателем в селе Мостовском Курганского округа (ныне село Малое Мостовское Мокроусовского муниципального округа Курганской области). С 15 (27) мая 1872 года был земским заседателем Курганского полицейского управления, с 24 февраля (8 марта)  1873 года — заседателем в Курганском окружном полицейском управлении (село Белозерское, ныне административный центр Белозерского муниципального округа Курганской области). Непродолжительное время исполнял обязанности окружного исправника. Потом его перемещали на разные должности в другие округа и снова возвратили в город Курган. 4 (16) июня 1877 года определён помощником ишимского окружного исправника, а 22 ноября (4 декабря)  1882 года — тюменским окружным исправником.

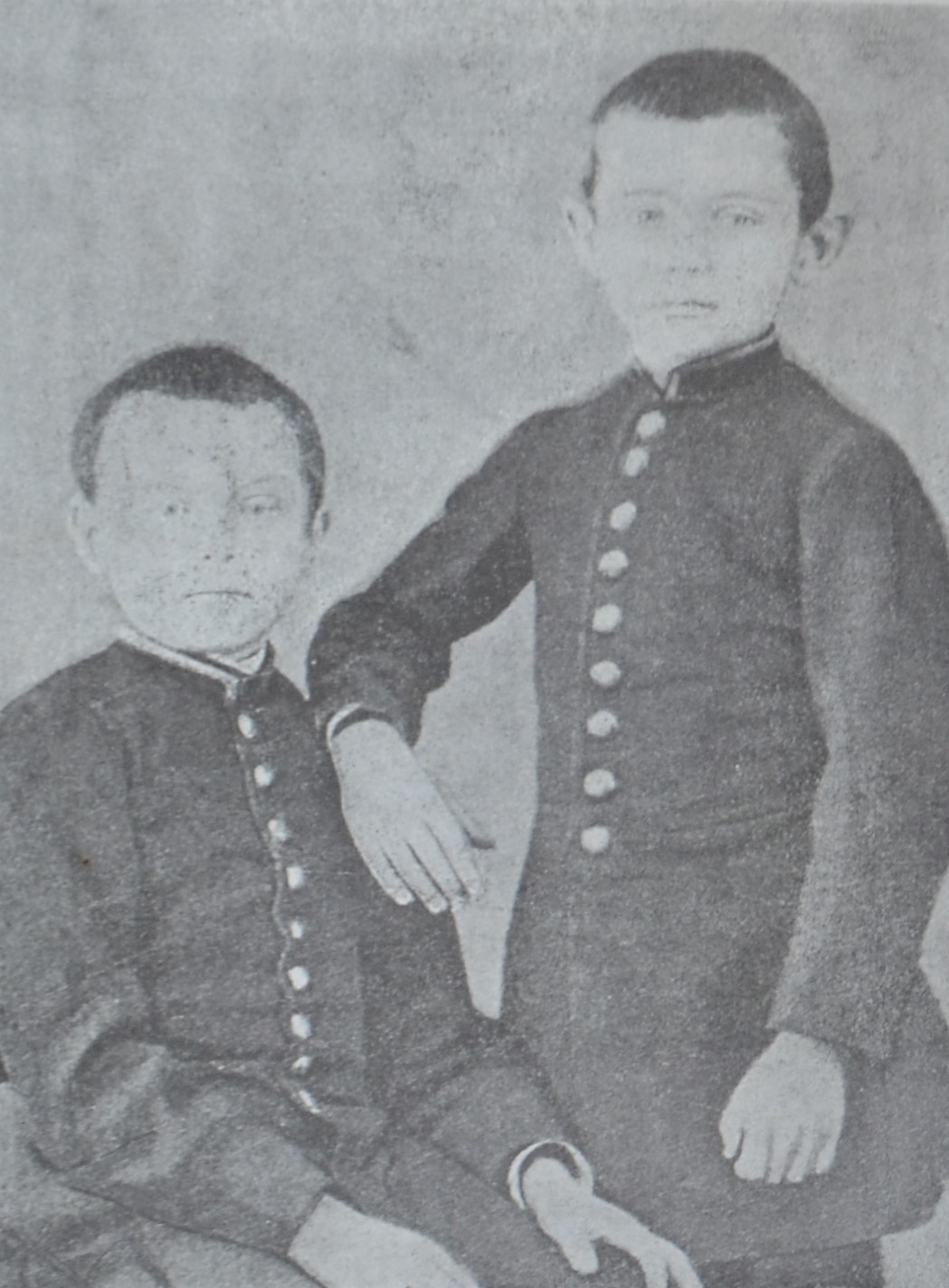
Леонид Красин справа. Фото приблизительно 1877 г.

В августе 1881 года Леонид поступил в тюменское Александровское реальное училище и в 1887 году окончил его. В 1887—1891 годах учился в Санкт-Петербургском технологическом институте. Участвовал в деятельности оппозиционных студенческих кружков, в том числе марксистского кружка Михаила Ивановича Бруснева, известного под названием группы Бруснева. В 1890 году ненадолго высылался из Санкт-Петербурга, в 1891 году за участие в студенческой демонстрации во время похорон писателя Николая Васильевича Шелгунова исключён из института и вновь выслан из столицы.
Вынужденный сделать перерыв в учёбе, Красин поступил на военную службу вольноопределяющимся в военно-техническую часть в Нижнем Новгороде. В мае 1892 года за участие в кружке Бруснева был арестован, находился в одиночной камере Таганской тюрьмы в Москве до конца марта 1893 года. Будучи лишён доступа к тюремной библиотеке, права переписки и свиданий, куском кирпича или гвоздём записывал на стенах математические уравнения и играл сам с собой в шахматы, вылепленные из хлеба, а также делал зарядку. По снятию запрета на чтение книг продолжил учить немецкий и перевёл труд Шульце-Геверница, поскольку книг по экономике на русском ему не выдавали. Был освобождён и отправлен в Тулу для окончания военной службы в 12-м пехотном полку. Отбыв воинскую повинность, Красин из Тулы поехал в Крым, где жил до декабря 1894 года под негласным надзором полиции в усадьбе Олеиз купца И. Ф. Токмакова. В августе 1894 года по случаю приезда Александра III в Ливадию был выслан из Крыма, работал на строительстве железной дороги Харьков — Балашов в Воронежской губернии — рабочим, десятником.
В 1895 году в очередной раз арестован по тому же делу Бруснева, приговорён к ссылке в Иркутск, где тогда жили его родители, на 3 года. Отбывая ссылку, работал на строительстве железной дороги, в том числе на инженерной должности (несмотря на отсутствие диплома). По окончании срока ссылки в Иркутске 1 (13) апреля 1897 года власти не разрешили Красину вернуться в Европейскую Россию. Гласный надзор за ним полиции был заменён на негласный. Приказом министра внутренних дел ему было запрещено в течение двух лет — до 1 (13) апреля 1899 года жить в Москве, Санкт-Петербурге и Санкт-Петербургской губернии, а также в университетских городах. Красин остался в Иркутске, продолжая работать на 16-м участке Кругобайкальской железной дороги. 21 июля (2 августа) 1897 года начальник 16-го участка написал инженеру-путейцу Красину рекомендательное письмо для института, в котором высоко оценил его как специалиста. Одновременно брат Герман и мать, жившие в Москве, подали прошения в высшие инстанции, хлопоча о возвращении Леонида Борисовича в Европейскую Россию для завершения учёбы, желательно в Санкт-Петербурге. 18 (30) августа 1897 года министр внутренних дел поставил Антонину Григорьевну в известность, что если Рижский политехнический или Харьковский технологический институты согласятся принять её сына, то он может поселиться в этих городах.
Осенью 1897 года Харьковский технологический институт принял Красина на третий курс химического факультета. Леонид приехал в Харьков в январе 1898 года, к началу второго семестра. Ректор института Виктор Львович Кирпичёв предупредил Красина, что ведение пропаганды и участие в беспорядках, демонстрациях и запрещённых обществах повлечёт за собой немедленное отчисление, но Красин присоединился к студенческому движению. Сменивший Кирпичёва на посту ректора Дмитрий Степанович Зернов, будучи человеком либеральных взглядов, признавал способности Красина и симпатизировал его политической деятельности. После каждой студенческой демонстрации, когда власти требовали исключения её зачинщиков, Зернов утаивал документы Красина, заявляя, что тот больше в списках не значится, поскольку добровольно оставил учёбу. После восстановления порядка и исчезновения опасности Зернов вновь вносил его фамилию в списки студентов, восстанавливая таким образом в институте. Эту процедуру Зернов повторял несколько раз. Красин часто и порой надолго уезжал из Харькова, работая инженером-топографом. По сути он возвращался в Харьков только для сдачи экзаменов. Зная о его немалом опыте, преподаватели считали, что работа в поле принесёт ему больше пользы, чем лекции и лабораторные занятия. Контракт Красина с администрацией 16-го участка Кругобайкальской дороги закончился 1 (13) марта 1898 года, однако и после этого он в течение нескольких месяцев руководил прокладкой перегона Мысовая — Мишиха на берегу Байкала, а также не раз выезжал в Восточную Сибирь с топографическими экспедициями. Кроме того, он в качестве мастера три месяца работал на железной дороге Санкт-Петербург — Вятка. 11 (24) июня 1900 года окончил институт, но в наказание за участие в студенческих волнениях диплом ему выдали лишь в 1901 году.

### Революционер

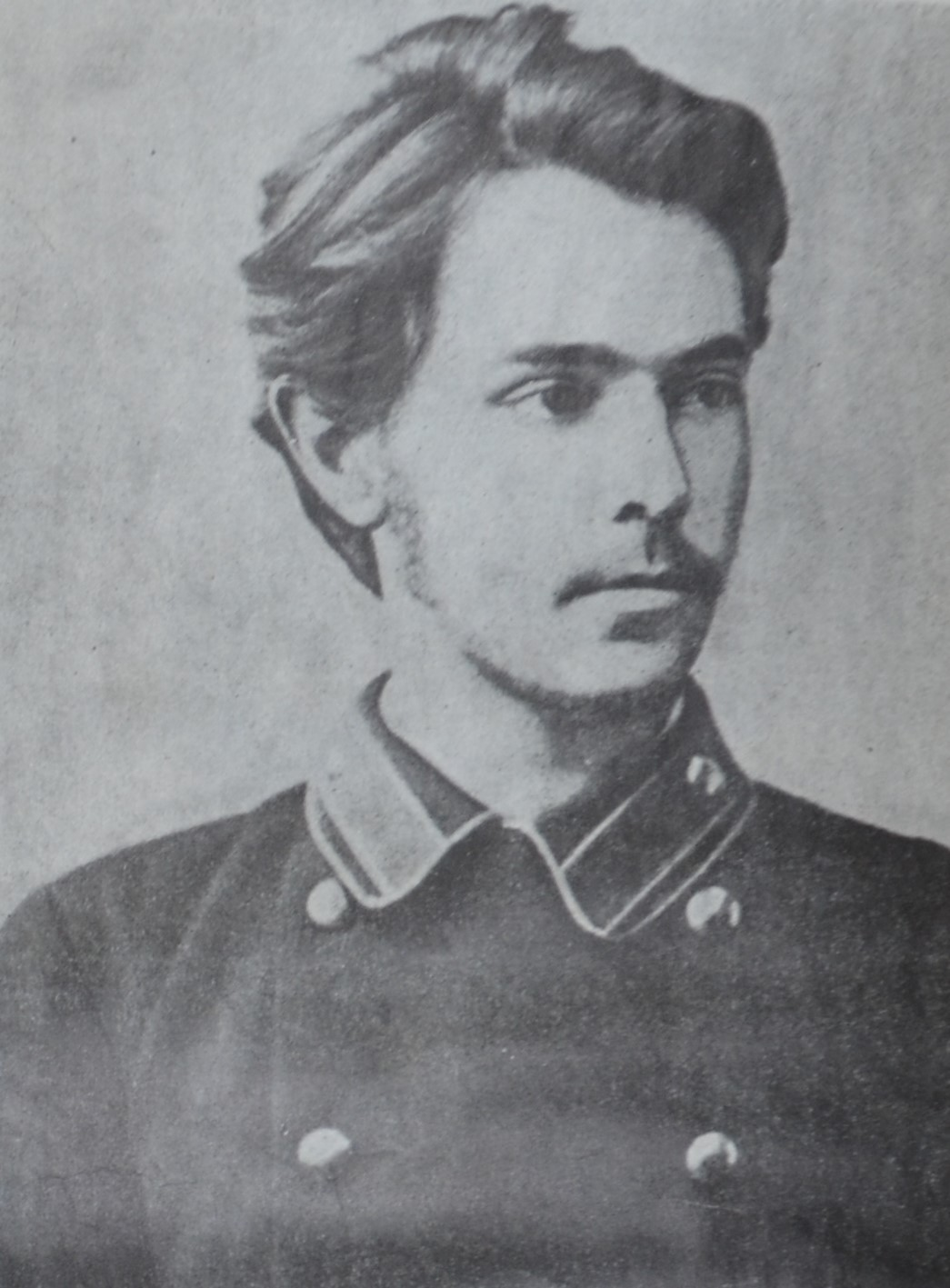
Леонид Красин в Санкт-Петербурге. Фото приблизительно 1891 года

В 1900 году по приглашению Р. Э. Классона Красин переехал в Баку, где руководил постройкой электростанции «Электросила», работал в фирмах Сименса и Шуккерта (нем. Schuckert & Co.). Помог объединить отдельные социал-демократические группы в Баку в единую организацию. Участвовал в организации известной бакинской стачки 1903 года. Организовал в Баку нелегальную типографию «Нина», наладил печатание и транспортировку газеты «Искра» (матрицы газеты поступали в Баку из-за границы). Типография проработала в Баку до 1905 года, когда была легально перевезена в Санкт-Петербург.
Летом 1903 года был в Брюсселе на II съезде РСДРП вместе с делегатом Бакинского комитета Богданом Мирзаджановичем Кнунянцем. Поддержал на II съезде централистские идеи Ленина, ратовавшего за необходимость строгой партийной дисциплины. 29 сентября (12 октября) 1903 года был кооптирован в состав ЦК РСДРП. В конце 1903 года, уязвлённый ленинской критикой в связи с деятельностью бакинской нелегальной типографии, Красин начал активно осуждать Ленина как за стремление поставить под свой контроль центральный печатный орган, так и за желание единолично доминировать в ЦК. В конце 1903 и в 1904 году Ленин обвинял Красина в предательстве. Расхождения между Красиным и Лениным касались прежде всего политики.
Летом 1904 года Красин переехал в Орехово-Зуево, где руководил модернизацией электростанции на фабрике радикально настроенного Саввы Морозова (дававшего Красину по две тысячи рублей в месяц на нужды партии). Одновременно активно занимался нелегальной деятельностью в качестве одного из лидеров Российской социал-демократической рабочей партии.
По утверждению Льва Давидовича Троцкого, «примиренческий Центральный комитет партии под руководством Красина выступал в это время против Ленина».
Во время Кровавого воскресенья 9 января 1905 года Красин был в Санкт-Петербурге. Потрясённый, Красин на следующий день вернулся в Москву, где рассказал об увиденном студентам и представителям радикальной интеллигенции.
В мае 1905 года принял участие в III съезде РСДРП в Лондоне, где был избран заместителем председателя съезда, а затем в состав ЦК. Вместе с Лениным провёл резолюцию об организации вооружённого восстания. Ленин и Красин временно отложили свои разногласия по вопросам о партийном единстве и значении различных частей РСДРП и, несмотря на личное соперничество, стали сотрудничать в деле подготовки вооруженного восстания.
13 (26) мая 1905 года в своём гостиничном номере в Каннах на юге Франции был обнаружен застреленным Савва Морозов. Историк Ю. Г. Фельштинский подозревал в организации этого убийства Л. Б. Красина. Именно эта версия развита в многосерийном художественном фильме «Савва Морозов» (РФ, 2007), в котором роль Красина сыграл Дмитрий Нагиев.

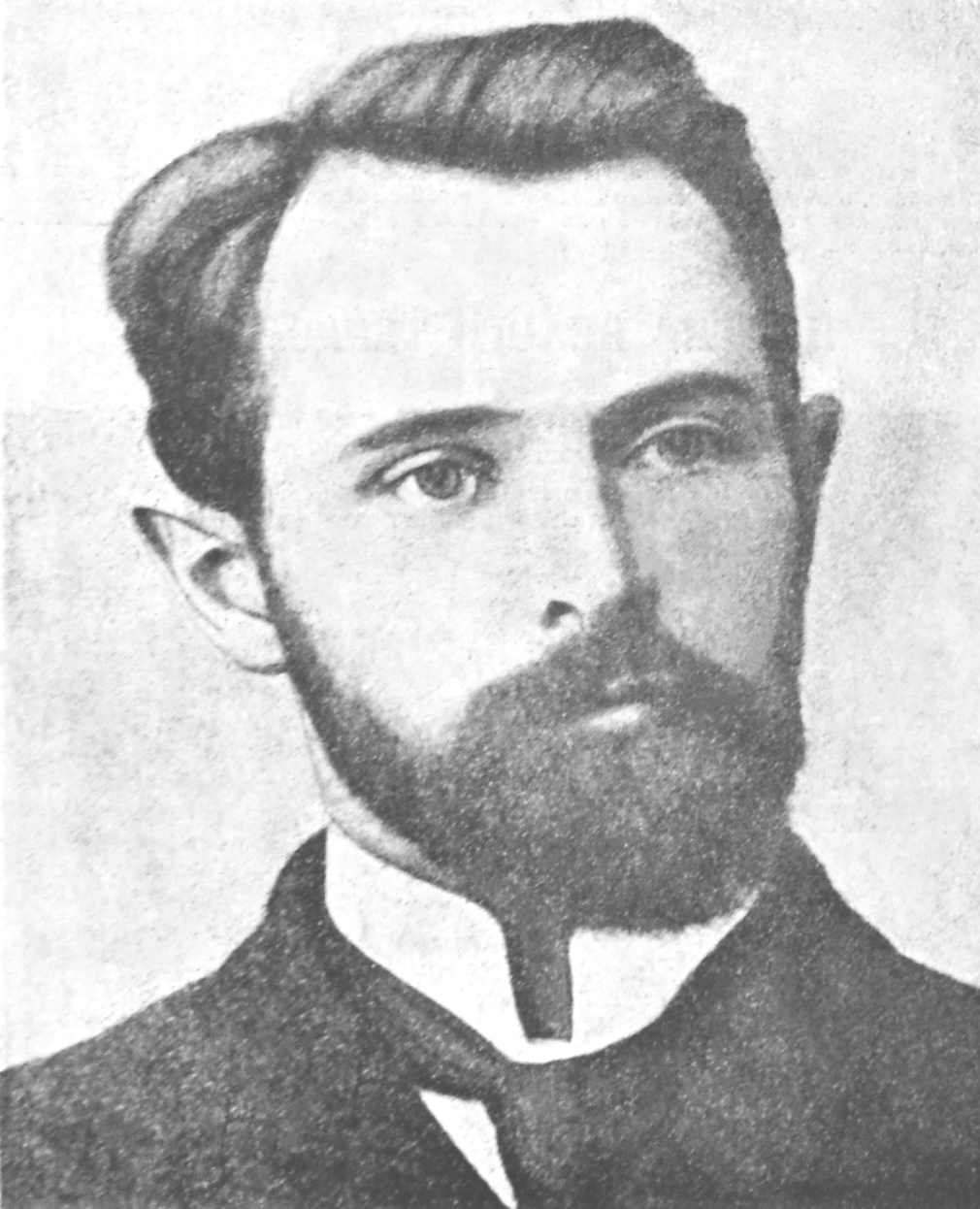
Леонид Красин в Баку. Фото приблизительно 1903 года

В конце лета 1905 года обосновался в Санкт-Петербурге, где поступил на работу в «Общество электрического освещения 1886 года» в должности заведующего Санкт-Петербургской кабельной сетью. В конце того же года возглавил Боевую техническую группу при ЦК РСДРП, отвечал за финансовую деятельность партии. Организовал подпольную типографию на улице Лесной в Москве (фильм «Дом на Лесной»). Вёл работу по организации боевых дружин и снабжению их всякого рода оружием. Принимал участие в организации большой октябрьской забастовки. Был выбран в Петербургский совет рабочих депутатов от рабочих и служащих «Общества 1886 года». Совместно с А. М. Горьким основал первую большую легальную партийную газету «Новая жизнь».
Во время революционных событий был одним из основных организаторов экспроприаций (ограблений) с целью получения денег, которые шли на революционную деятельность. Одной из наиболее известных была Тифлисская экспроприация, исполнителем которой был большевик Камо, — во время неё было похищено 250 тысяч рублей.
Принимал участие в подготовке Свеаборгского восстания. Делегат IV съезда РСДРП в Стокгольме и V съезда РСДРП в Лондоне.
Совмещение Красиным легальной (инженерной) и нелегальной (антиправительственной) работы завершилось в марте 1908 года, когда он был арестован в Финляндии, однако после месячного пребывания под стражей в Выборгской губернской тюрьме освобождён за отсутствием улик. После этого он уехал за границу, жил в Италии, придерживался крайне радикальных взглядов на перспективы большевистского движения в России. Входил в число ультиматистов, которые требовали предъявить думской социал-демократической фракции ультиматум о беспрекословном подчинении решениям ЦК, в противном же случае потребовать отзыва её членов из Думы. Вступил в конфликт с Лениным, после чего отошёл от политической деятельности. Некоторое время близко примыкал к группе «Вперёд».

### Промышленный руководитель

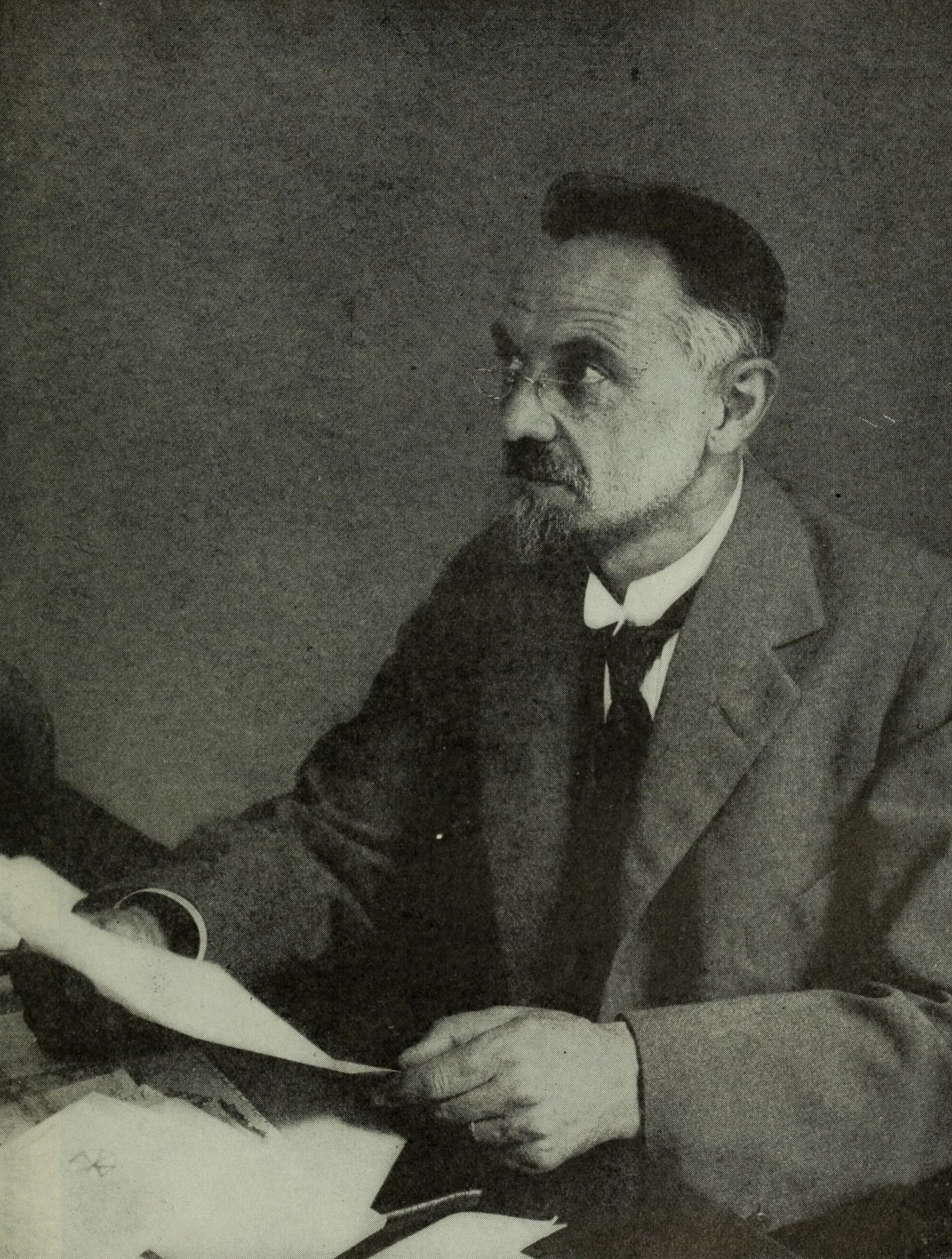
Фотопортрет Л. Б. Красина

Поступил на работу в немецкую фирму «Сименс и Шуккерт» в Берлине, быстро продемонстрировал инженерные и управленческие способности. С высокооплачиваемой инженерной должности в 1911 году был назначен заместителем директора берлинского филиала, в 1912 году — директором московского филиала фирмы (в связи с чем получил разрешение вернуться в Россию), а в 1913 году — её генеральным представителем в России, переехав в связи с этим в Санкт-Петербург. После начала Первой мировой войны продолжал управлять предприятиями фирмы в России, которые были поставлены под государственный контроль. Одновременно был управляющим порохового завода Барановского.
В 1917 году был разочарован политической слабостью Временного правительства, но отрицательно относился и к деятельности свергших его большевиков. Был сторонником соглашения различных социалистических сил, но быстро разочаровался в возможности этого. В ноябре 1917 года писал жене, жившей с дочерьми за границей, о том, что

все видные б[ольшеви]ки (Каменев, Зиновьев, Рыков (Алексей-заика) etc.) уже откололись от Ленина и Троцкого, но эти двое продолжают куролесить, и я очень боюсь, не избежать нам полосы всеобщего и полного паралича всей жизни Питера, анархии и погромов. Соглашения никакого не получается, и виноваты в этом все: каждый упрямо, как осёл, стои́т на своей позиции, как б[ольшеви]ки, так и тупицы с[оциалисты]-р[еволюционе]ры и талмудисты меньшевики. Вся эта революционная интеллигенция, кажется, безнадёжно сгнила в своих эмигрантских спорах и безнадёжна в своём сектантстве.

### На советской службе
В декабре 1917 года, после некоторого укрепления власти большевиков, Красин принял предложение Ленина и Троцкого войти в состав делегации на переговорах с немцами в Брест-Литовске, завершившихся Брестским миром. Вскоре восстановил своё членство в большевистской партии. В 1918 году был председателем Чрезвычайной комиссии по снабжению Красной армии, одновременно являясь членом президиума ВСНХ, членом Совета Обороны. В ноябре 1918 — июне 1920 года — народный комиссар (нарком) торговли и промышленности. В марте 1919 — декабре 1920 года — нарком путей сообщения.

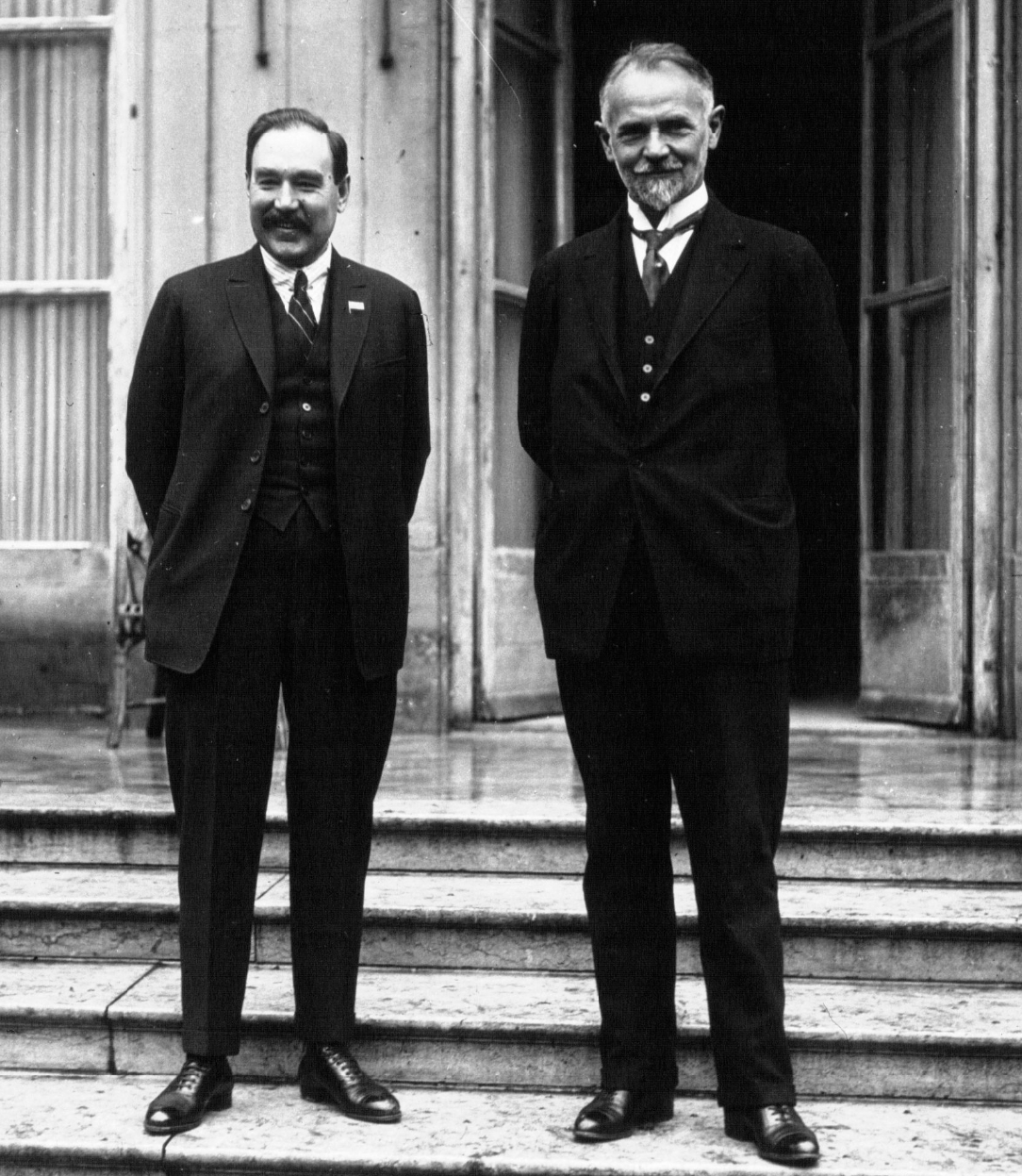
Александр Шляпников (слева) и Леонид Красин (справа) перед советским посольством в Париже

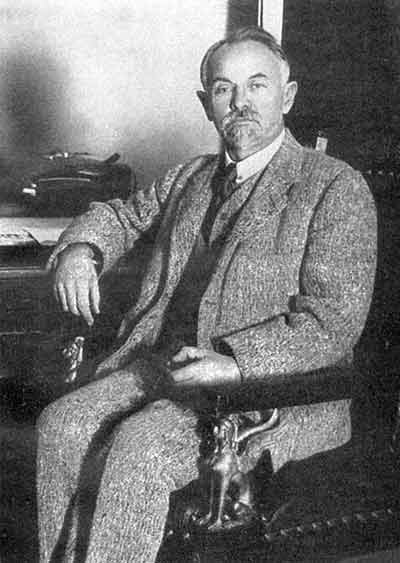
Л. Б. Красин

По воспоминаниям бывшего сотрудника советского государственного аппарата Семёна Либермана,

даже своей внешностью Красин не был похож на общую массу коммунистических помощников Ленина. Его одежда отличалась прекрасным вкусом. Его галстук соответствовал костюму и рубашке своим цветом, и даже галстучная булавка была застёгнута по-особому, как это делает хорошо одетый человек.

В октябре 1919 году вместе с Максимом Максимовичем Литвиновым участвовал в мирных переговорах с Эстонией в Пскове.
В начале 1920 года был назначен председателем делегации, в которую кроме него входили М. М. Литвинов и Виктор Павлович Ногин, посланной советским правительством на Запад для восстановления торговых и политических отношений. Ввиду невозможности придать делегации формально-правительственный характер, она действовала от имени Центросоюза. Прибыв в Стокгольм, Красин провёл переговоры с синдикатом шведских фирм, затем отправился в Копенгаген, где вёл переговоры с делегацией Высшего экономического совета Антанты, а также заключил соглашение о торговом обмене с лигой кооперативов Италии. В мае 1920 года прибыл в Лондон и вступил в переговоры с британским правительством. Активно способствовал признанию Советской России со стороны Великобритании и Франции. 11 июня 1920 года в Лондоне советской кооперативной делегацией для ведения торговли между РСФСР и Англией во главе с Красиным была зарегистрирована по английским законам в английском министерстве торговли частная компания с ограниченной ответственностью «АРКОС», которая выступала представителем советских внешнеторговых организаций.
В 1920—1923 годах — полпред и торгпред в Великобритании. Скульптор Клэр Шеридан, лепившая бюст Красина в августе 1920 года, записала в своём дневнике:

Он очень приятный человек, и я никогда не лепила более восхитительной головы. В нём видна сила духа, даже до непреклонности. Он выдержан, искренен, полон достоинства, горд собой, уверен в себе и не тщеславен. Опирается на науку в своём разборе событий и людей. Взгляд пронзительный и непоколебимо прямой, ноздри раздуваются от чувственности, рот выглядит суровым, пока он не улыбается, а подбородок полон решительности.
Оригинальный текст (англ.)He's a delightful man, and I've never done a head I admired more. He seems to be strong morally, to a degree of adamant. He is calm, sincere, dignified, proud, with self-consciousness and without vanity. Scientific in his analysis of things and people. Eyes that are unflinching and bewilderingly direct, nostrils that dilate with sensitiveness, a mouth that looks hard until it smiles, and a chin full of determination.

В 1921—1922 годах Красин вёл переговоры с Великобританией о выкупе и возвращении Советской России ледокола «Святогор», которые успешно завершились. В связи с этим в 1927 году ледокол был переименован в «Красин».
В 1922 году участвовал в Генуэзской и Гаагской конференциях. В 1923 году Красин стал первым Наркомом внешней торговли СССР. В этом качестве в 1923 году заключил договор с агентством Пинкертона для розыска информации о накопленных за рубежом богатствах России. Оно к 1993 году собрало банк данных по российскому зарубежному имуществу на 400 млрд долл. (300 млрд — недвижимость, 100 млрд — золото).
С 1924 года — полпред во Франции. Здесь принял для советского правительства от бывшего царского военного агента генерал-майора А. А. Игнатьева 225 миллионов золотых франков.
С 1925 года — вновь полпред в Великобритании. Последовательный сторонник восстановления и развития торговых отношений со странами Антанты, Красин использовал для этого свои связи в деловых кругах Запада. Считал необходимыми иностранные инвестиции в экономику России (в первую очередь, в форме концессий), полагая, что такого рода помощь не означает отказа ни от социализма, ни от суверенитета. Предлагал создавать крупные тресты по добыче нефти и угля с участием иностранного капитала, соглашаясь на предоставление части акций этих трестов бывшим зарубежным собственникам национализированных предприятий (в виде компенсации) и привлечение иностранных акционеров к управлению трестами. В 1922 году заявил:

Едва ли западный капитал согласится вкладывать сколько-нибудь значительные суммы в промышленные предприятия, в правлениях которых преобладают представители большевистского правительства, не пользующегося в капиталистических странах репутацией особо выдающегося организатора больших промышленных предприятий… Пока мы собственными силами, деньгами и мозгами не в состоянии справиться с восстановлением производства в этих жизненно важных отраслях промышленности, нам не остаётся ничего иного, как призвать иностранный капитал, хотя бы пришлось ему здорово заплатить за науку.

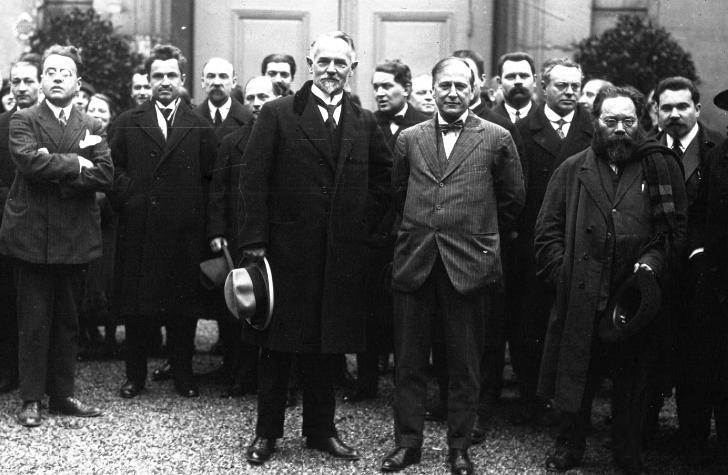
Раппопорт, Раковский, Красин и Волин в 1924 году в Париже

В то же время выступал за строгое следование принципу монополии внешней торговли, который он перенял во время работы с 1900 года в фирмах Сименса и Шуккерта в Баку, Москве и Санкт-Петербурге: отдельные предприятия Сименса не имели права назначать цены на свои продукты, а ценовую политику определял только центр концерна. Эту модель Л. Б. Красин и внедрил в советскую внешнюю торговлю. Государственная монополия внешней торговли просуществовала до 18 мая 1989 года, когда Совет министров СССР принял постановление № 412 «О развитии хозяйственной деятельности советских организаций за рубежом». Но если позиция Красина по вопросу о монополии была поддержана большинством партийного руководства, то его инициативы по масштабному привлечению иностранного капитала в советскую экономику реализованы не были.
В 1924 году Красин был избран членом ЦК ВКП(б), но значительным влиянием в партии не пользовался в связи с его отходом от большевиков в 1909 году и «буржуазными» связями. Кроме того, он критиковал коммунистических и советских чиновников за некомпетентность, в связи с чем получил ответ Григория Евсеевича Зиновьева:
Мы просим некоторых товарищей, которые суются к нам со словом „некомпетентность“, чтобы они забыли это слово.
Горький, однако же, именно Красина считал вторым (после Ленина) человеком в партии «по уму и таланту».
В этот период уделял большое внимание вопросам организации зарождающейся отечественной кинопромышленности.
Красин являлся одним из инициаторов сохранения тела Ленина и возведения мавзолея на Красной площади.

### Последние годы
С 1925 года практически отошёл от дел, месяцами находясь на лечении в парижских клиниках — у него было белокровие из-за перенесённой им во время жизни в Баку малярии.
Полпред СССР в Великобритании Леонид Борисович Красин скончался от паралича сердца 24 ноября 1926 года в Лондоне. После смерти был кремирован в крематории «Голдерс-Грин», урна с прахом (работы Константина Мельникова) помещена в некрополе у Кремлёвской стены на Красной площади, ныне в Тверском районе Центрального административного округа города Москвы.

## Память
Именем Красина названы:

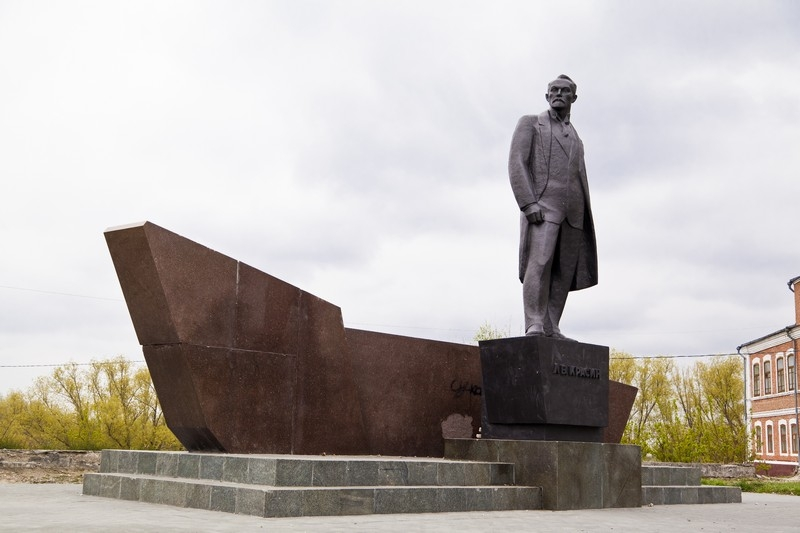
Памятник в Кургане

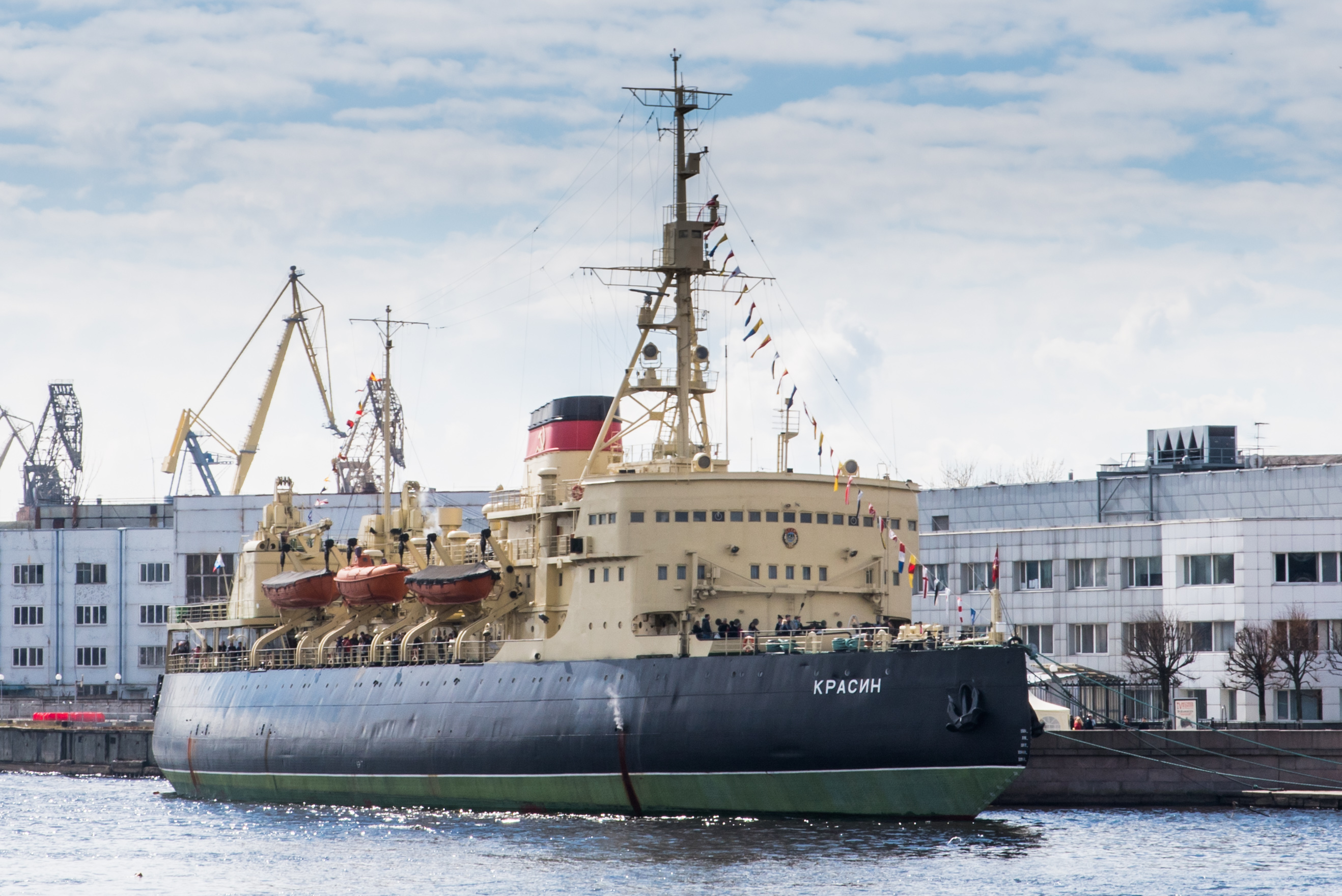
Ледокол «Красин» 1916 года постройки

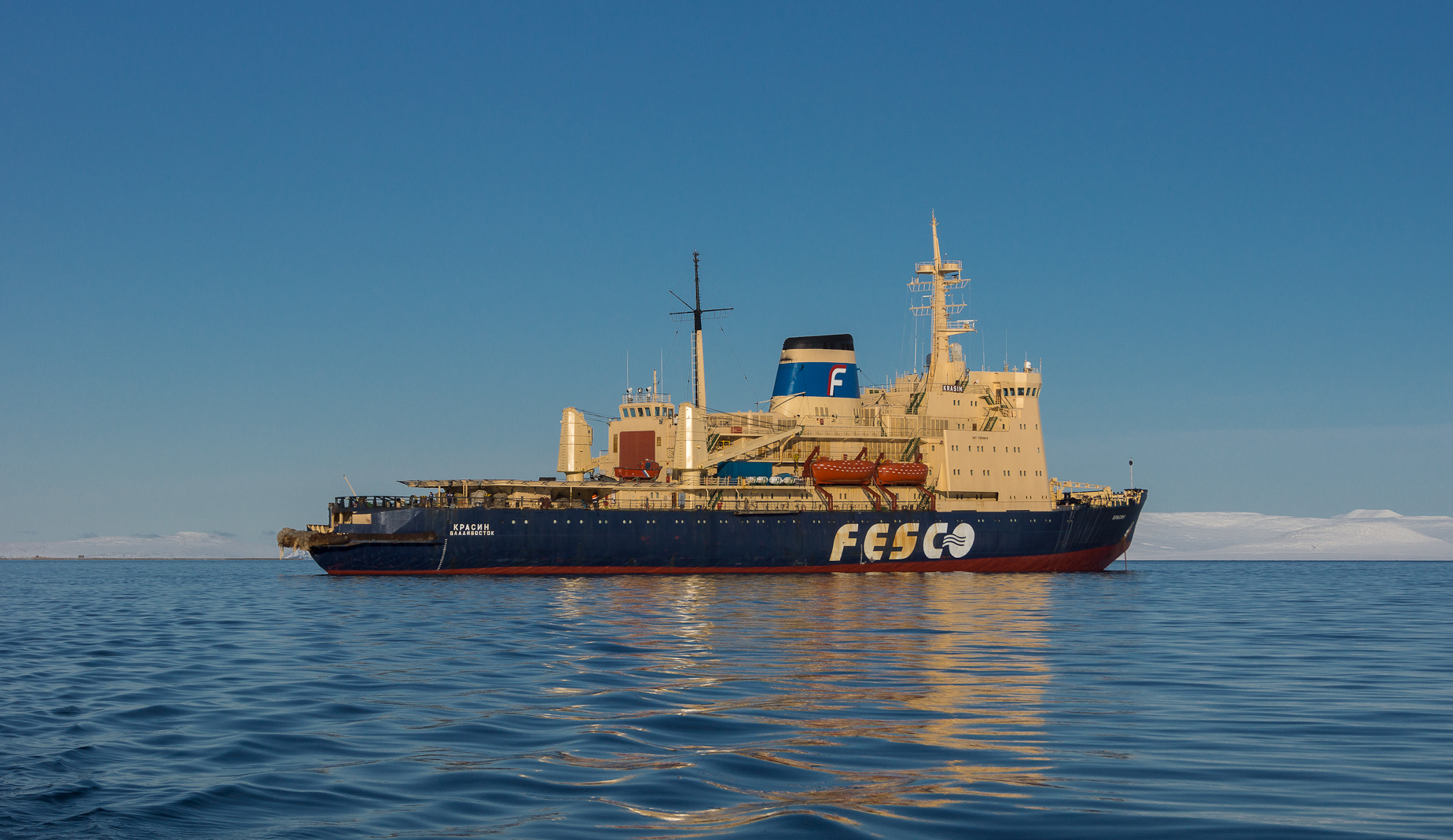
Ледокол «Красин» 1976 года постройки

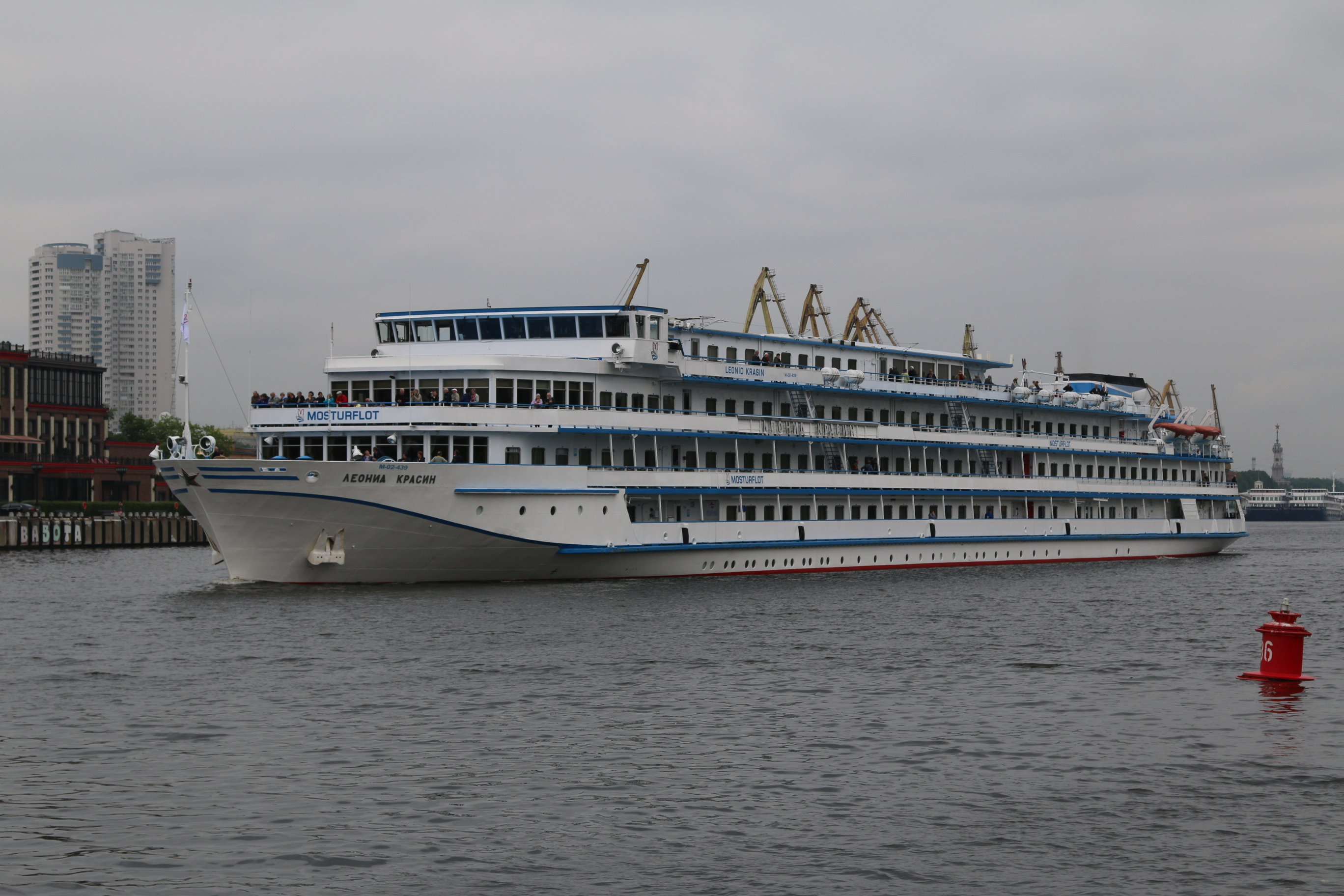
Теплоход «Леонид Красин» 1989 года постройки

- село Красино — административный центр Красинского сельского поселения Дубёнского района Республики Мордовия (до 10 сентября 1939 — Гольдяевка).
- остров Красин (острова Цивольки, архипелаг Норденшельда, городское поселение Диксон, Таймырский Долгано-Ненецкий район, Красноярский край), назван в честь ледокола «Красин».
- два ледокола:
  - паровой, построен в 1916 под названием «Святогор», переименован в «Красин» в 1927 году, ныне музей, порт приписки Санкт-Петербург — 59°55′40″ с. ш. 30°16′08″ в. д.HGЯO;
  - дизель-электрический, построен в 1976 году, порт приписки Владивосток;
- пассажирский речной круизный теплоход «Леонид Красин», построен в 1989 году по проекту 302, принадлежит ОАО «Московский туристический флот», порт приписки Москва;
- Карандашная фабрика им. Красина, основана в 1926 году, ныне ООО "Карандашная Фабрика «Красина»;
- В 1929 году Костромскому индустриальному техникуму было присвоено имя Л. Б. Красина. В 1932 году на базе учебно-производственных мастерских техникума был создан «Учебно-производственный завод им. Л. Б. Красина», ныне АО «Костромской завод полимерного машиностроения имени Л. Б. Красина»;
- Старовичугская прядильно-ткацкая фабрика им. Красина, ныне ООО «Фабрика Красина»;
- ГРЭС имени Красина в посёлке Баилово на окраине Баку (Азербайджанская ССР), ныне закрыта;
- «Трамвайное депо имени Красина» в Киеве (с 2006 года — Подольское трамвайное депо);
- Государственное бюджетное профессиональное образовательное учреждение города Москвы «Московский техникум креативных индустрий им. Л. Б. Красина»;
- Улицы Красина:
  - Российская Федерация: улица Красина в Москве, улица Красина в Санкт-Петербурге, улица Красина в Выборге, а также в городах Архангельск, Астрахань, Балашов, Брянск, Донецк, Екатеринбург, Ижевск, Иркутск, Ишим, с. Кетово, Кизляр, Киров, Краснодар, Курган, Липецк, Мариуполь, Мытищи, Нижний Новгород, Новороссийск, Новосибирск, Омск, Орехово-Зуево, Орёл,Пушкино[17], Ростов-на-Дону, Саранск, Смоленск, Тверь, Тула, Тюмень, Уфа, Чебоксары, Шахты;
    - в г. Шахты Ростовской области, район города также носит название «Поселок Красина»;

  - Республика Беларусь: Витебск;
  - Украина: Донецк
    - переименованы (в скобках после переименования): Днепр (ул. К. Косинского), Запорожье (ул. Приватная), Кременчуг (ул. Троицкая), Кропивницкий (ул. О. Гончара), Мариуполь (ул. Яруцкого), Никополь (ул. Серпанковая), Полтава (ул. Героев АТО), Торецк (ул. Догаева), Харьков (ул. Манизера), Черкассы (ул. Казбетская), Черновцы (ул. Гетмана Дорошенко).

  - Азербайджан: Баку (с 1992 г. ул. Сабаил; позже — ул. Курбана Аббасова)
  - Киргизская Республика: Бишкек
- Переулки Красина:
  - Российская Федерация: Переулок Красина в Москве, Волгоград;
- Памятник в Кургане, открыт 3 сентября 1978 г., авторы Ю. Л. Чернов и Г. Г. Исакович — 55°25′46″ с. ш. 65°20′23″ в. д.HGЯO
- Памятник в Москве, на территории карандашной фабрики им. Л. Б. Красина (Гамсоновский переулок, 2) открыт в 1970 г. (Энциклопедия «Москва», 1980 год, глава Карандашная фабрика) — 55°42′28″ с. ш. 37°37′33″ в. д.HGЯO
- Куренёвское трамвайное депо в Киеве[18].
- Шахматный мемориал Л. Б. Красина (теперь Г. А. Бородина) в Кургане.

## Киновоплощения
- 1964 — «Москва — Генуя» — Иван Шатилло
- 1965 — «Сквозь ледяную мглу» — Борис Кордунов
- 1968 — «Крах» — Всеволод Сафонов
- 1971 — «Красный дипломат. Страницы жизни Леонида Красина» — Виктор Бурхарт
- 1980 — «Дом на Лесной» — Юрий Гусев
- 1980 — «Крах операции «Террор»» — Михаил Глузский
- 1986 — «Чичерин» — Олег Голубицкий
- 1993 — «Раскол» — Александр Кахун
- 2006 — «Секретная служба Его Величества» — Владимир Ермаков
- 2007 — «Савва Морозов» — Дмитрий Нагиев
- 2017 — «Демон революции» — Дмитрий Ульянов
- 2017 — «Троцкий (телесериал)» — Сергей Уманов

## Адреса в Санкт-Петербурге — Петрограде и Москве
- 1912—1917 — доходный дом — набережная Екатерининского канала (ныне канал Грибоедова), 25 (Санкт-Петербург / Петроград) — 59°55′58″ с. ш. 30°19′27″ в. д.HGЯO
- 1913—1917 — ул. Новая, д. 28 (Царское Село, ныне Пушкин)[19] — 59°43′35″ с. ш. 30°24′45″ в. д.HGЯO
- 1918—1926 — здание гостиницы «Метрополь», Театральный проезд, 2 (Москва) — 55°45′30″ с. ш. 37°37′17″ в. д.HGЯO

## Семья
Отец, Борис Иванович Красин (1846 — 23 июня (6 июля)  1901 года) служил с 1868 года полицейским надзирателем в Кургане. Он родился в семье ишимского окружного стряпчего Ивана Васильевича Красина, дослужившегося до титулярного советника, а дед его Василий Ефимович был городничим в Ишиме с 1812 года. 23 июня 1868 года Борис Иванович Красин был произведён в коллежские регистраторы.
Мать — Антонина Григорьевна (1 (13) марта 1850 года — 5 (18) ноября 1914 года), дочь купца Григория Ивановича Кропанина (1799/1803 — май 1873), сестра бывшего в 1880—1883 годах городским головой Кургана купца Ивана Григорьевича Кропанина (10 (22) сентября 1839 года — после 1893). Её дед, Иван Ильич Кропанин (24 февраля (7 марта)  1770 года — между 1806 и 1811) из крестьян деревни Галкиной, числился курганским купцом 3 гильдии в 1799—1801 гг. 11 (23) ноября 1867 года протоиерей о. Никита (Розанов) в Курганской Троицкой церкви обвенчал её с Борисом Красиным. Поручителями по жениху выступили канцелярский служитель Иван Исидорович Кобяков и учитель уездного училища Нектополион Ильич Кыштымов, а по невесте её брат Иван Григорьевич Кропанин и племянник, сын старшей сестры, Александр Яковлевич Карпов. Не сохранилось документов (если они вообще были), из которых можно было бы установить место жительства Красиных. Предположительно Красины некоторое время снимали флигель на Дворянской улице, рядом со зданием общественного собрания, бывшим домом барона Розена (ныне Детская школа искусств № 1, ул. Советская, 67).
В 1877 году Красины навсегда покинули город Курган. 4 (16) июня 1877 года Борис Красин определён помощником ишимского окружного исправника, а 22 ноября (4 декабря)  1882 года — тюменским окружным исправником. 8 (20) мая 1885 года произведён в коллежские асессоры. В это время он уже был награждён орденами св. Анны III степени и св. Станислава III степени. В год получал 735 рублей жалованья и столько же столовых. Бориса Ивановича Красина упоминает посетивший в июне 1885 года Тюмень американский путешественник Дж. Кеннан в книге Siberia and the Exile System, Красин назван в книге «главным полицейским чиновником» Тюменского уезда. Тобольский губернский прокурор, историк и криминалист К. Б. Газенвинкель считал Красина-старшего «отъявленным коррупционером», в 1887 году последнего осудили за вымогательство и выслали «на поселение в отдалённые места Сибири». В конце XIX века Борис Красин служил в Московской земской управе заведующим одним из участков шоссейных дорог.
Братья:
- Глеб (5 (17) июля 1869 года—22 сентября (4 октября)  1869 года)
- Герман Борисович (19 сентября (1 октября)  1871 года, с. Мостовское — 1947) — доктор технических наук, первый директор Государственного института сооружений (1927—1929), член-корреспондент Академии архитектуры СССР.
- Александр Борисович (1874—1909), инженер.
- Борис Борисович (1884—1936) — композитор, музыковед, выдающийся деятель в области музыкальной культуры России.
- Сестра — Софья Борисовна (1875—1954), в замужестве Лушникова[20], в годы советской власти была служащей государственных учреждений.

Первая жена — Любовь Васильевна, урождённая Миловидова, в конце XIX века в юности участвовала в революционно-демократическом движении. Она была замужем за Дмитрием Николаевичем Кудрявским; у них сын Владимир Кудрей. С 1902 года фактическая жена Красина. Официально брак был заключён в 1915 году. После революции 1917 года резко отрицательно относилась к переменам в России, приняв решение остаться в эмиграции; вторым браком вышла замуж за писателя Виктора Борисовича Окса. Их дети: Андрей (Андрэ участник движения Сопротивления во Франции, погиб в 1944 году); Нина (в замужестве Филиппова).
- Дочь Любовь (1908—?). В 1927 году Гастон Бержери (фр. Gaston Bergery) (22 ноября 1892 — 10 февраля 1974), депутат парламента Франции, женился на ней вторым браком. У них сын Жан Франсуа Бержери (1927—1977), журналист. В 1928 году они развелись. В 1947 она вышла замуж за Эммануэля д’Астье де ла Вижери. Их дети: Кристоф д’Астье де Ла Вижери (род. 23 августа 1947) и Жером д’Астье де Ла Вижери (род. 23 апреля 1952); у Жерома сын Жюльен.

Вторым браком Л. Б. Красин был женат на Тамаре Владимировне Миклашевской (1894—1947), художнице, работавшей в созданной Максимом Горьким комиссии по сохранению художественных ценностей, а затем в системе внешней торговли. После смерти Красина его вдове и трёхлетней дочери была назначена правительственная пенсия.
- Дочь Екатерина.
- Дочь Людмила.
- Дочь Тамара (род. сентябрь 1923), в замужестве Тарасова-Красина, киновед, кинокритик, литератор. Её сын Константин Константинович Тарасов, его дети: Леонид Тарасов, Дарья Тарасова, Анна Тарасова (Харрисон), дети Леонида (праправнуки Л. Б. Красина — Константин и Арсений Тарасовы).

## Сочинения
- Красин Л. Б. Ближайшие перспективы русского экспорта. — М.: РИО НКВТ, 1923. — 68 с.
- Красин Л. Б. Большевики в подполье / переработал П.В. Посвянский. — М.: Огиз — Мол. гвардия, типо-лит. им. Воровского, 1932. — 61 с.
- Красин Л. Б. Внешняя торговля СССР. — М.: Рио НКВТ, 1924. — 44 с.
- Красин Л. Б. Внешторг и внешняя экономическая политика Советского правительства. — Пб.: Гос. изд., 1921. — 47 с.
- Красин Л. Б. Вопрос об экспорте хлеба за границу. — М.: 5-я типо-лит. «Мосполиграф», 1923. — 22 с.
- Красин Л. Б. Вопросы внешней торговли / под ред. Ю. В. Гольдштейна и М. Я. Кауфмана. — М.—Л.: 1-я Образцовая тип. в Мск, 1928. — 429 с. — 3000 экз.
- Красин Л. Б. Вопросы внешней торговли. — 2-е изд.. — М.: Междунар. отношения, 1970. — 360 с. — 4000 экз.
- Красин Л. Б. Дела давно минувших дней. — М.: Новая Москва, 1925. — 48 с.
- Красин Л. Б. Дела давно минувших дней. — М.—Л.: Мол. гвардия, 14 тип. «Мосполиграф», 1930. — 93 с. — 10 100 экз.
- Красин Л. Б. Дела давно минувших дней. — 2-е изд.. — М.—Л.: Огиз — Мол. гвардия, тип. «Красный пролетарий», 1931. — 94 с. — 10 000 экз.
- Красин Л. Б. Дела давно минувших дней (Воспоминания) / под ред. С.М. Познер. — 3-е изд. — М.: Мол. гвардия, 17 ф-ка книги треста «Полиграфкнига», 1934. — 112 с. — 25 000 экз.
- Красин Л. Б. Задачи железнодорожников. — М.: Лит. изд. отд. Главполитпуть Нар. ком. пут. сообщ., 1920. — 8 с.
- Красин Л. Б. Зачем нам нужны внешние займы. — М.: Гос. изд., 1925. — 40 с.
- Красин Л. Б. Как рабоче-крестьянская власть восстанавливает вывоз хлеба заграницу. — М.: РИО НКВТ, 1924. — 24 с.
- Красин Л. Б. Монополия внешней торговли и НЭП. — Харьков: Пролетарий, 1926. — 40 с.
- Красин Л. Б. Основные цифры внешней торговли. — М.: Изд-во Наркомвнешторга, 1925. — 34 с.
- Красин Л. Б. Плановое хозяйство и монополия внешней торговли. — М.: Плановое хозяйство, 1925. — 38 с.
- Красин Л. Б. Пределы оперативной работы внешторгов. — М.: РИО НКВТ, 1924. — 32 с.
- «Владимир Ильич и внешняя торговля» (вступительная статья к книге А. О. Золотарёва «Признание де-юре и задачи внешней политики», Харьков 1924).
- «Письма жене» (Л. В. Миловидовой-Красиной) и детям (1917—1926).
- «Письма жене» (Т. В. Миклашевской-Красиной) 1922—1926 // «Вопросы истории». Журнал № 10—11, 2005.